# NGC 3211
NGC 3211 (другие обозначения — PK 286-4.1, ESO 127-PN15, AM 1016—622) — планетарная туманность в созвездии Киля. Открыта Джоном Гершелем в 1837 году.
Расстояние до туманности составляет, по разным оценкам, от 1,91 до 3,7 килопарсек, со средней оценкой в 2,61 килопарсека. Диаметр туманности составляет 0,138 парсека, а её возраст составляет 3000 лет. Центральная звезда имеет светимость около 2000 L⊙ и температуру 145 тыс. K, масса звезды, из которой возникла туманность, составляет 1,5—2 M⊙. Судя по положению туманности в Галактике и по её скорости, она относится к тонкому диску.
Этот объект входит в число перечисленных в оригинальной редакции «Нового общего каталога».